# Émile Billard
François Alexandre Émile Billard (5. april 1852 i Le Havre - 29. juni 1930 smst) var en fransk sejler som deltog i OL 1900 i Paris.
Billard blev olympisk mester i sejlsport under OL 1900 i Paris. Han vandt i 10-20 ton klassen sammen med Paul Perquer.